# ワット・パークナム
ワット・パークナム（正式名称 : ワット・パークナム・パーシーチャルーン、英語：Wat Paknam Phasicharoen、タイ語：วัดปากน้ำภาษีเจริญ）はタイのバンコク・プラナコーン区にある仏教寺院。アユタヤ王朝時代に建てられた王室寺院。
千葉県成田市にワットパクナム日本別院がある。